# Vuelo 72 de Qantas
El vuelo 72 de Qantas (QF72) fue un vuelo regular desde el Aeropuerto Changi de Singapur al Aeropuerto de Perth realizado por un Airbus A330. El 7 de octubre de 2008, el vuelo realizó un aterrizaje de emergencia en el Aeropuerto Learmonth, cerca de la ciudad de Exmouth, Australia Occidental, tras un accidente a bordo que incluyó dos maniobras de cabeceo repentinas e imprudentes que causaron lesiones graves —como fracturas, laceraciones y lesiones medulares— a varios pasajeros y tripulantes.En Learmonth, el avión fue recibido por el Royal Flying Doctor Service de Australia y CareFlight.Catorce personas fueron trasladadas en avión a Perth para su hospitalización, y otras treinta y nueve también fueron hospitalizadas.En total, un miembro de la tripulación y once pasajeros sufrieron heridas graves, mientras que ocho tripulantes y noventa y nueve pasajeros sufrieron heridas leves.La investigación de la Oficina de Seguridad en el Transporte de Australia (ATSB) encontró una falla en una de las tres unidades de referencia inercial de datos aéreos (ADIRU) del avión y una limitación de diseño de software previamente desconocida de la computadora primaria de control de vuelo fly-by-wire (FCPC) del Airbus A330.

## Descripción

### Aeronave
La aeronave involucrada era un Airbus A330-303 biturbofán, matriculado como VH-QPA.

### Tripulación y pasajeros
La tripulación estaba liderada por el capitán Kevin Sullivan (53 años), expiloto de la Armada de los Estados Unidos (1977-1986) que se había trasladado a Australia. El primer oficial era Peter Lipsett y el segundo oficial, Ross Hales. El capitán Sullivan contaba con 13.592 horas de vuelo, incluidas 2.453 en el Airbus A330. El primer oficial Lipsett contaba con 11.650 horas de vuelo, de las cuales 1.870 en el Airbus A330. El segundo oficial Hales contaba con 2.070 horas de vuelo, de las cuales 480 en el Airbus A330.
Además de los tres tripulantes de la cabina de vuelo, había nueve tripulantes de cabina y 303 pasajeros, lo que hace un total de 315 personas a bordo.

## Detalles del vuelo
El 7 de octubre de 2008, a las 09:32, hora estándar de Singapur (SST), el vuelo 72 de Qantas, con 315 personas a bordo, despegó del Aeropuerto de Changi, en Singapur, con destino al Aeropuerto de Perth, en Australia. A las 10:01, el avión había alcanzado su altitud de crucero de unos 37 000 pies (11 278 m) y mantenía una velocidad de crucero de Mach 0,82.
El incidente comenzó a las 12:40:26 hora estándar occidental australiana (AWST), cuando una de las tres unidades de referencia inercial de datos aéreos (ADIRU) de la aeronave comenzó a proporcionar datos incorrectos a la computadora de vuelo. En respuesta a los datos anómalos, el piloto automático se desactivó automáticamente. Unos segundos más tarde, los pilotos recibieron mensajes electrónicos en el monitor electrónico centralizado de la aeronave, advirtiéndoles de una irregularidad con el piloto automático y los sistemas de referencia inercial, y advertencias audibles contradictorias de pérdida y exceso de velocidad. Durante este tiempo, el capitán comenzó a controlar la aeronave manualmente. Luego, el piloto automático se volvió a activar y la aeronave comenzó a regresar al nivel de vuelo seleccionado previamente. La tripulación desactivó el piloto automático después de unos 15 segundos y permaneció desactivado durante el resto del vuelo.

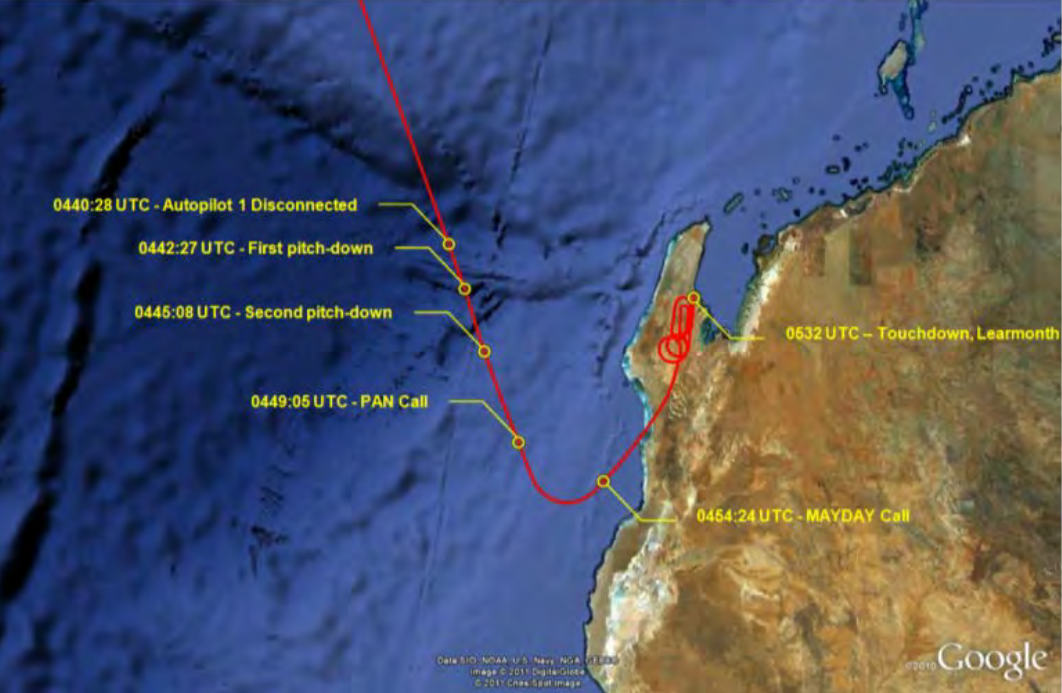
La trayectoria de vuelo del vuelo 72.

A las 12:42:27, la aeronave realizó una maniobra de inclinación repentina y no comandada, experimentando −0,8 g, alcanzando 8,4 grados de inclinación y descendiendo rápidamente 650 pies (198 m). Veinte segundos después, los pilotos pudieron regresar la aeronave al nivel de vuelo de crucero asignado, FL370. A las 12:45:08, la aeronave realizó una segunda maniobra no comandada de naturaleza similar, esta vez causando una aceleración de +0,2 g, un ángulo de inclinación de 3,5 grados y una pérdida de altitud de 400 pies (122 m); la tripulación de vuelo pudo restablecer el vuelo nivelado asignado de la aeronave 16 segundos después.Los pasajeros y la tripulación que no llevaban cinturones de seguridad (e incluso algunos con ellos) salieron despedidos por la cabina o fueron aplastados por el equipaje de mano, además de chocar contra y atravesar las puertas de los compartimentos superiores. Los pilotos estabilizaron el avión y declararon el estado de alerta, que posteriormente se actualizó a emergencia cuando se comunicó a la tripulación el alcance de las lesiones.

## Investigación
La investigación de la Oficina de Seguridad en el Transporte de Australia (ATSB) contó con el apoyo de la Autoridad de Seguridad de la Aviación Civil de Australia, Qantas, la Oficina de Investigación y Análisis para la Seguridad de la Aviación Civil de Francia (BEA) y Airbus.Se enviaron copias de los datos del registrador de datos de vuelo y de la grabadora de voz de cabina del avión a la BEA y a Airbus.
El avión estaba equipado con una unidad de referencia inercial de datos aéreos (ADIRU) fabricada por Northrop Grumman; los investigadores enviaron la unidad a Northrop Grumman en Estados Unidos para realizar más pruebas.El 15 de enero de 2009, la Agencia Europea de Seguridad Aérea (AESA) emitió una directiva de aeronavegabilidad de emergenciapara abordar el problema de los aviones A330 y A340, equipados con las ADIRU de Northrop-Grumman, que respondían incorrectamente a una referencia inercial defectuosa. 
En un informe preliminar, la ATSB identificó una falla ocurrida dentro de la ADIRU número uno como el "origen probable del evento"; la ADIRU, uno de los tres dispositivos de este tipo en el avión, comenzó a suministrar datos incorrectos a los otros sistemas del avión.
Los efectos iniciales de la falla fueron:
- Advertencias falsas (contradictorias) de entrada en pérdida y exceso de velocidad
- Pérdida de información de altitud en la pantalla principal de vuelo del capitán
- Varias advertencias del sistema del monitor electrónico centralizado de la aeronave

Aproximadamente dos minutos después, la ADIRU n.º 1, que estaba proporcionando datos a la pantalla de vuelo principal del capitán, proporcionó indicaciones muy altas (y falsas) del ángulo de ataque (AOA) de la aeronave, lo que llevó a:
- Las computadoras de control de vuelo ordenaron un movimiento de avión con el morro hacia abajo, lo que hizo que el avión se inclinara hasta un máximo de aproximadamente 8,5 grados.
- La activación de una falla de cabeceo en la computadora primaria de control de vuelo (FCPC).

### Diseño defectuoso del FCPC
El AOA es un parámetro de vuelo crucial, y los sistemas de control de vuelo con plena autoridad, como los que equipan las aeronaves A330/A340, requieren datos precisos de AOA para funcionar correctamente. La aeronave estaba equipada con tres ADIRU para proporcionar redundancia y tolerancia a fallos, y los FCPC utilizaron los tres valores independientes de AOA para comprobar su coherencia. Normalmente, cuando los tres valores de AOA eran válidos y coherentes, los FCPC utilizaban el valor medio de AOA 1 y AOA 2 para sus cálculos. Si AOA 1 o AOA 2 se desviaban significativamente de los otros dos valores, los FCPC utilizaban un valor memorizado durante 1,2 segundos. El algoritmo del FCPC resultó muy eficaz, pero no pudo gestionar correctamente un escenario en el que se produjeran múltiples picos en AOA 1 o AOA 2 con una diferencia de 1,2 segundos; es decir, si el periodo de 1,2 segundos de uso del valor memorizado finalizaba mientras se producía otro pico.
Al igual que con otros sistemas críticos para la seguridad, el desarrollo del sistema de control de vuelo del A330/A340 durante 1991 y 1992 contó con numerosos elementos para minimizar el riesgo de un error de diseño, incluyendo revisiones por pares, una evaluación de seguridad del sistema (SSA) y pruebas y simulaciones para verificar y validar los requisitos del sistema. Ninguna de estas actividades identificó la limitación de diseño en el algoritmo AOA del FCPC.
El fabricante de la aeronave no había detectado ni identificado previamente el modo de fallo de la ADIRU en sus actividades de SSA. En general, los procesos de diseño, verificación y validación empleados por el fabricante de la aeronave no consideraron plenamente los posibles efectos de los picos frecuentes en los datos de una ADIRU.
Airbus declaró no tener conocimiento de ningún incidente similar ocurrido previamente en un avión Airbus. Envió un télex informativo a los operadores de aeronaves A330 y A340 con recomendaciones de procedimiento y listas de verificación para minimizar el riesgo en caso de un incidente similar.

## Informe final
Tras un análisis forense detallado del FDR, el software del FCPC y la ADIRU, se descubrió que la CPU de la ADIRU había corrumpido los datos de AOA. La causa exacta de la corrupción fue que la CPU de la ADIRU reetiquetó erróneamente la palabra de datos de altitud, para que los datos binarios que representaban 37.012 (la altitud en el momento del incidente) representaran un ángulo de ataque de 50,625°. El FCPC procesó entonces los datos de AOA erróneamente elevados, activando el modo de protección de AOA alto, que envió una orden al sistema de control de vuelo electrónico (EFCS) para inclinar el morro hacia abajo.

### Tipos de activadores potenciales
Se investigaron diversos tipos de desencadenantes potenciales, incluyendo errores de software, corrupción de software, fallos de hardware, interferencias electromagnéticas y las partículas secundarias de alta energía generadas por rayos cósmicos que pueden causar una inversión de bits. Si bien no se pudo llegar a una conclusión definitiva, la información suficiente de diversas fuentes permitió concluir que era muy improbable que la mayoría de los desencadenantes potenciales estuvieran involucrados. Un escenario mucho más probable era que una debilidad marginal del hardware hiciera a las unidades susceptibles a los efectos de algún factor ambiental, lo que desencadenó el modo de fallo.
Aunque surgió especulación de que la interferencia de la Estación de Comunicaciones Navales Harold E. Holt o de los dispositivos electrónicos personales de los pasajeros podrían haber estado involucrados en el incidente, la ATSB evaluó esta posibilidad como "extremadamente improbable".

### Conclusión
El informe final de la ATSB, emitido el 19 de diciembre de 2011, concluyó que el incidente se produjo debido a la combinación de una limitación de diseño en el software del FCPC del Airbus A330/A340 y un modo de fallo que afectó a una de las tres ADIRU de la aeronave. Esta limitación de diseño implicaba que, en una situación muy poco frecuente y específica, múltiples picos en los datos de AOA de una de las ADIRU podrían provocar que las FCPC ordenaran a la aeronave un cabeceo descendente.

### Incidente posterior del vuelo 71 de Qantas
El 27 de diciembre de 2008, un avión Qantas A330-300 que operaba de Perth a Singapur se vio involucrado en un suceso a unas 260 millas náuticas (482 km) al noroeste de Perth y a 350 millas náuticas (648 km) al sur del Aeropuerto Learmonth a las 17:29 WST, mientras volaba a FL360. El piloto automático se desconectó y la tripulación recibió una alerta indicando un problema con la ADIRU n.º 1. La tripulación realizó el procedimiento revisado publicado por Airbus después del accidente anterior y regresó a Perth sin incidentes. La ATSB incluyó el incidente en su investigación del accidente del vuelo 72.El incidente volvió a alimentar la especulación de los medios sobre la importancia de la mencionada instalación Harold E. Holt, y la Asociación de Pilotos de Australia e Internacional pidió que se prohibiera el acceso de aviones comerciales a la zona como medida de precaución hasta que se pudieran comprender mejor los acontecimientos,mientras que el gerente de la instalación afirmó que era "muy, muy improbable" que se hubiera producido alguna interferencia.

## Consecuencias
Los servicios de emergencia y salud municipales y estatales respondieron. El Royal Flying Doctor Service y una ambulancia aérea de CareFlight evacuaron a las 20 personas con heridas más graves a Perth. Otras fueron atendidas en el cercano Hospital de Exmouth. Qantas envió dos aviones, con equipos médicos y agentes de aduanas, de Perth a Exmouth para ayudar a atender a los heridos y trasladar a los ilesos de regreso a Perth. Quienes no quisieron volar esa noche recibieron alojamiento en Exmouth.
El VH-QPA sufrió daños menores; fue reparado y devuelto al servicio con Qantas.

### Compensación
Tras el accidente, Qantas ofreció una compensación a todos los pasajeros. La aerolínea anunció que reembolsaría el coste de todos los viajes incluidos en sus itinerarios correspondientes al vuelo del accidente, ofrecería un bono equivalente a un viaje de ida y vuelta a Londres aplicable a su clase de viaje y cubriría los gastos médicos derivados del accidente. Las demás reclamaciones de compensación se considerarían caso por caso,y varios pasajeros del vuelo interpusieron acciones legales contra Qantas. Una pareja afirmó que llevaban puesto el cinturón de seguridad en el momento del incidente y cuestionó la gestión de sus casos por parte de Qantas.A Fuzzy Maiava, auxiliar de vuelo con lesiones permanentes, se le recomendó no aceptar una indemnización de 35.000 dólares neozelandeses de Qantas para que pudiera participar en una demanda colectiva contra Airbus y Northrop Grumman. Sin embargo, el caso fue desestimado por motivos de procedimiento, dejando a Maiava sin indemnización. Continuó sin poder trabajar ni conducir.

## Dramatización y libro
Este accidente fue presentado en el programa de televisión canadiense Mayday: catástrofes aéreas, titulado "Caída Libre", transmitido en National Geographic Channel.
Este accidente también fue presentado en el programa de televisión Mayday: Informe Especial, en el episodio "Datos mortales".
En mayo de 2019, se publicó en Australia un libro sobre el incidente escrito por Kevin Sullivan (capitán del vuelo).En junio de 2019, el programa Sunday Night de Seven Network presentó los eventos del 72 de Qantas a través de los recuerdos de varios pasajeros y tripulantes que estaban a bordo del vuelo, incluidos Sullivan y el asistente de vuelo Fuzzy Maiava, así como los comentarios del capitán del vuelo 1549 de US Airways, Chesley "Sully" Sullenberger, pero Qantas ha prohibido a cualquiera de sus empleados actuales ser entrevistado sobre el incidente, incluida Diana Casey, una gerente de servicio al cliente fuera de servicio que ayudó a muchas otras personas a bordo, a pesar de haber resultado herida ella misma.